# Квасівська сільська рада (Рахівський район)
| Квасівська сільська рада — колишній орган місцевого самоврядування у Рахівському районі Закарпатської області з адміністративним центром у с. Кваси. Сільській раді були підпорядковані населені пункти: - с. Кваси - с. Сітний - с. Тростянець |

## Склад ради
Рада складалася з 16 депутатів та голови.

## Керівний склад сільської ради
| ПІБ                   | Основні відомості                                                         | Дата обрання | Дата звільнення |
| --------------------- | ------------------------------------------------------------------------- | ------------ | --------------- |
| Діміч Василь Юрійовмч | Сільський голова, 1962 року народження, освіта, безпартійний              | 26.03.2006   | 31.10.2010      |
| Діміч Василь Юрійович | Сільський голова, 1962 року народження, освіта вища, член Партії регіонів | 31.10.2010   |                 |

Примітка: таблиця складена за даними джерела

## Населення
Згідно з переписом УРСР 1989 року чисельність наявного населення сільської ради становила 2315 осіб, з яких 1133 чоловіки та 1182 жінки.
За переписом населення України 2001 року в селі мешкало 2309 осіб.

### Мова
Розподіл населення за рідною мовою за даними перепису 2001 року:
| Мова       | Відсоток |
| ---------- | -------- |
| українська | 99,74 %  |
| російська  | 0,09 %   |
| молдовська | 0,04 %   |
| угорська   | 0,04 %   |